# Sinatle-Stadion
Das Sinatle-Stadion  befindet sich in der Stadt Tiflis in Georgien. Es ist die Heimstätte des Fußballklubs FC Merani Tiflis.
Das Stadion hat eine Kapazität von 2.000 Plätzen. Die Spielfläche besteht aus Naturrasen. 